# Wincenty Bogdanowski
Wincenty Bogdanowski (ur. 31 stycznia 1894 w Ślemieniu, zm. 2 września 1982 w Krakowie) – polski prawnik i działacz społeczny. Ojciec Janusza, dziadek Moniki.

## Życiorys
W latach 1905-1913 uczęszczał do wadowickiego Gimnazjum, które ukończył z wyróżnieniem. Uczestnik I wojny światowej i wojny polsko-bolszewickiej. Ukończył studia na Wydziale Prawa Uniwersytetu Jagiellońskiego uzyskując tytuł doktora praw w 1919. Dyrektor Zakładów Porcelany w Ćmielowie (1929). Radny (1935), i wiceprezydent Krakowa (1939). Pełnił funkcję członka Rady Przybocznej Miasta Krakowa (1939-). W czasie II wojny światowej współpracował z rządem londyńskim i był majorem Małopolskiego Oddziału AK. Z jego inicjatywy w 1950 utworzono Wydział Ceramiczny AGH. Odznaczony Krzyżem Oficerskim Orderu Odrodzenia Polski, Krzyżem Niepodległości, Złotym Krzyżem Zasługi z Mieczami.
W 1957 doprowadził do reaktywacji Bractwa Kurkowego w Krakowie, pełniąc tam funkcję prezesa.

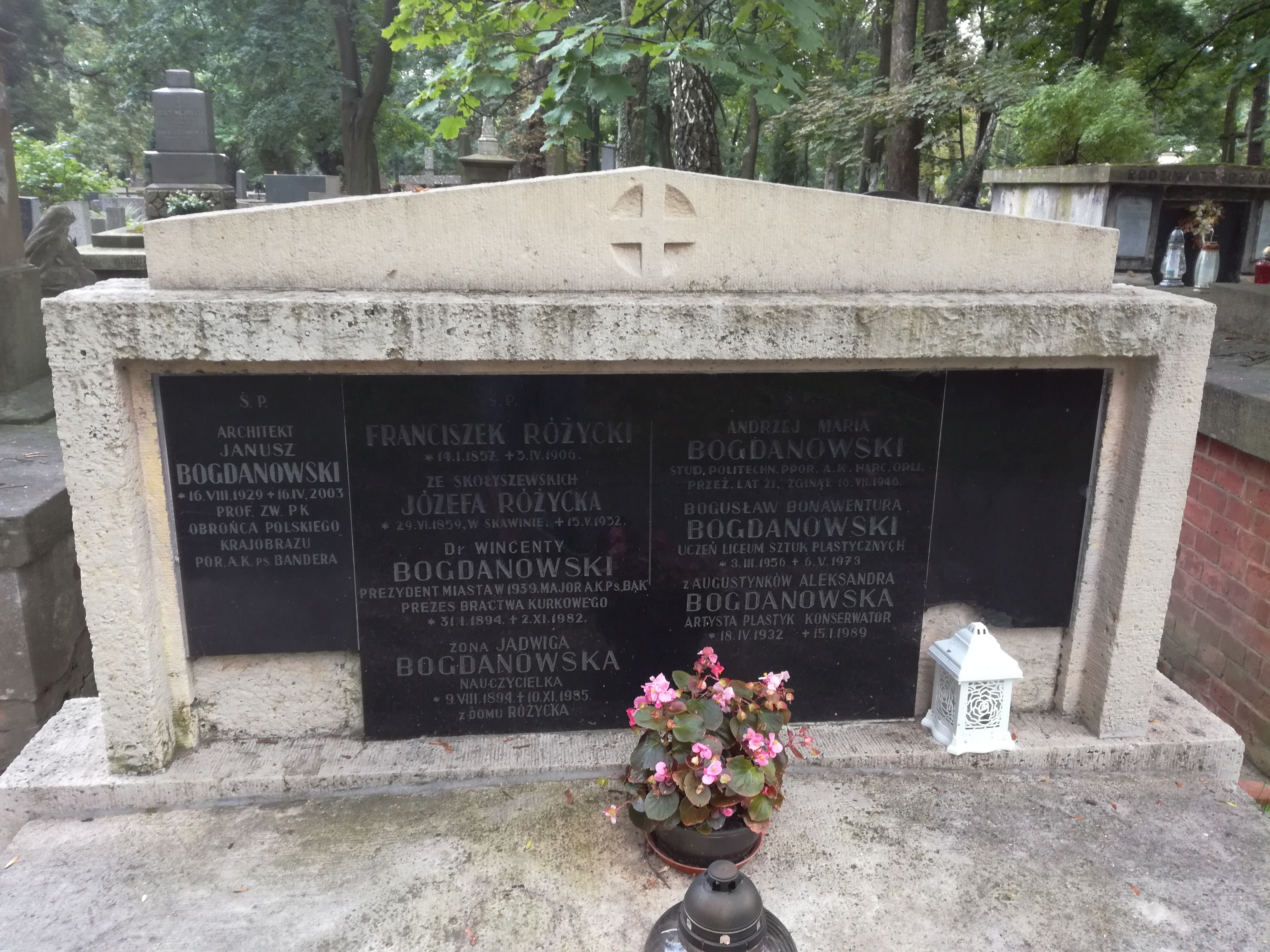
Grób Wincentego i Janusza Bogdanowskich na cmentarzu Rakowickim

Pochowany na cmentarzu Rakowickim w Krakowie (pas 25, zach.).